# ريك باول
ريك باول (بالإنجليزية: Rick Powell)‏ هو راكب الكنو أمريكي، ولد في 22 مارس 1989.

## وصلات خارجية
- ريك باول على موقع أوليمبيديا (الإنجليزية)